# Шахта «Лутугінська»
ДВАТ Шахта «Лутугінська». Входить до ДХК «Луганськвугілля». Розташована у смт. Георгіївка, Лутугинського району Луганської області.
Стала до ладу у 1964 р. Проектна потужність 750 тис. т. на рік. Фактичний видобуток 1903/661 т/добу (1990/1999). У 2003 р. видобуто 211,9 тис. т. вугілля.
Максимальна глибина 615 м. (1990—1999). Шахтне поле розкрите трьома вертикальними стволами до гор. 568 м. Протяжність підземних виробок 76,1/53,5 км. (1990/1999). У 1990—1999 роках розробляла відповідно пласти l3, l2', l1' та l2', kв
3, kн
7 потужністю 0,8-1,55/0,6-1,65 м., кути падіння 0-10°. У 2002 р розробляли пласти kв
3, kн
7.
Шахта надкатегорійна за метаном. Пласти небезпечні щодо вибуху вугільного пилу. Кількість очисних вибоїв 4/3, підготовчих 15/7 (1990/1999). Обладнання: комплекси КМ-103, комбайн К-103.
Кількість працюючих: 3047/2314 осіб, в тому числі підземних 1945/1281 осіб (1990/1999).
Адреса: 92023, смт. Георгіївка, Лутугинський район, Луганської обл.